# Camilla Kinberg
Maya Camilla Kinberg, född 19 december 1919 i Brännkyrka församling, Stockholm, död 18 maj 1996 i Spanien, var en svensk konsertpianist och pianopedagog.
Kinberg var dotter till professor Olof Kinberg och Maja Wallenström. Hon bedrev pianostudier för Annie Fischer 1940–1945 samt för Anna Hergel-Langenhan och Bruno Seidlhofer. Hon gick ut Musikaliska Akademien 1942. Camilla Kinberg verkade som solist och kammarmusiker i såväl Sverige som utomlands. Hon hade soloprogram i radio, förutom i Skandinavien även bland annat i Tyskland och Österrike. Camilla Kinberg samarbetade med bland andra Dag Wirén. Hon var också verksam som pianopedagog.
Kinberg var medlem i Svenska pianolärarförbundet, Svenska tonkonstnärsförbundet och Stockholms soroptimistklubb. Hon bosatte sig på 1970-talet i Bulgarien och kom senare till Spanien, där hon avled.
Hon var 1942–1960 gift med violinisten Sven Karpe (1908–1999) och fick döttrarna Sylvia 1944 och Annie 1946.

## Diskografi i urval
- 1950 – Ironiska småstycken för piano
- 1960 – Tre romanser för piano